# Naftali Blumenthal
Naftali Blumenthal (hebrejsky נפתלי בלומנטל‎; 1. března 1922 – 1. května 2022) byl izraelský politik a bývalý poslanec Knesetu za stranu Ma'arach.

## Biografie
Narodil se ve městě Stanislawów v Polsku (dnes Ukrajina). V roce 1934 přesídlil do dnešního Izraele. Ve věku 16 let se zapojil do židovských jednotek Hagana, pak do izraelské armády, v níž působil v Brigádě Karmeli během války za nezávislost. Dosáhl hodnosti kapitána (Seren).

## Politická dráha
Byl aktivní v mládežnickém hnutí Bnej Akiva. Pracoval jako účetní. V roce 1951 přišel do firmy Solel Bone. Byl vedoucím oddělení pro audit a výcvik v průmyslových podnicích. V roce 1965 byl členem vedení společnosti Koor Industries, v 70. letech působil ve společnosti Koor-Trade, která byla pobočkou banky ha-Po'alim. V letech 1977–1982 působil na postu generálního ředitele Koor Industries. V roce 1982 se stal předsedou správní rady. Od roku 1951 byl členem strany Mapaj, stal se stranickým pokladníkem a členem ústředního výboru až do roku 1986.
V izraelském parlamentu zasedl po volbách v roce 1981, do nichž šel za Ma'arach. Byl členem finančního výboru parlamentu. Ve volbách v roce 1984 mandát neobhájil. V roce 1986 nastoupil jako auditor do odborové centrály Histadrut.